# Everett De Roche
Everett De Roche   (comtat de Penobscot, 12 de juliol de 1946 - Melbourne, 2 d'abril de 2014) va ser un guionista americà-australià que va treballar àmpliament a la indústria del cinema i la televisió australiana. Va ser conegut sobretot pel seu treball en el gènere de thriller i terror, amb crèdits com Long Weekend, Patrick i Roadgames.

## Carrera
De Roche va néixer a Lincoln, Maine i es va traslladar a San Diego amb la seva família quan tenia sis anys. De Roche va emigrar a Austràlia amb la seva dona quan tenia 22 anys el 1968 i originalment va treballar com a periodista per al Queensland Health Education Council.
Volia ser escriptor i va escriure un guió per a Divisió Quatre. Nou mesos més tard va rebre un telegrama que el convidava a escriure per al programa. De 1970 a 1974 va ser escriptor de personal a Crawford Productions treballant principalment en programes policials, després va treballar com a autònom.
A finals dels 70 i principis dels 80 es va establir com el principal guionista de thrillers a Austràlia.
Sovint va treballar amb el director Richard Franklin, que va dir d'ell:
| « | L'Everett és un escriptor molt inspirador... Everett dona massa de tot i no sempre saps què utilitzar. Comences a editar i acabes amb paraules i línies de diàleg que abans eren escenes. Potser és així com sorgeix aquest problema, tal com ho veieu. Però això només té a veure amb la imaginació extraordinàriament fèrtil d'Everett i la seva velocitat d'escriptura. | » |

## Mort
De Roche va tenir càncer durant els últims tres anys de la seva vida i va morir a causa de la malaltia el 2014. Li van sobreviure la seva dona, sis filles i alguns néts.

## Crèdits seleccionats
- Patrick (1978)
- Long Weekend (1978)
- Snapshot (1979)
- Harlequin (1980)
- Roadgames (1981)
- Race for the Yankee Zephyr (1981)
- Razorback (1984)
- Fortress (1985)
- Frog Dreaming (1985)
- Link (1986)
- Windrider (1986)
- Stingers (sèrie de televisió) (1998-2001)
- Visitors (2003)
- Storm Warning (2007)
- Long Weekend (2008)
- Nine Miles Down (2009)

### Televisió
- Homicide
- Division 4
- Matlock Police
- Moon Monkey (1972)
- Fibber, the Dancing Galah (1972)
- Three-Legged Duck (1972)
- Ryan
- Bedlam (1973)
- Poppy and the Closet Junkie (1973)
- A Song for Julie (1973)
- Little Raver (1974)
- The Curse of the Bangerang (1975)
- My Bonnie My Bonny (1975)
- Scout's Honour (1975)
- Bluey (1976)
- Tandarra (1976)
- Solo One (1976)
- The Mooball Man (1976)
- The Hydra (1976)
- Chopper Squad (1978) – pilot
- Skyways (1979)
- Locusts and Wild Honey (1980)
- Special Squad (1984)
- All the Way (1988)
- Police Rescue (1989) – pilot
- Bony (1990) - telefilm
- The Flying Doctors (1991)
- Halfway Across the Galaxy and Turn Left (1992)
- R.F.D.S. (1993)
- Secrets (1993)
- Blue Heelers (1994)
- Snowy River: The McGregor Saga (1994–95)
- Flipper (1995)
- Ship to Shore (1993–96)
- Fire (1995–96)
- The Feds: Seduction (1993)
- Medivac (1996–97)
- Good Guys, Bad Guys (1997–98)
- Ocean Girl (1997)
- Thunderstone (1999)
- Stingers (1998–2001)
- Something in the Air (2000–01)
- Cybergirl (2001)
- The Saddle Club (2003)
- Parallax (2004) – 4 episodis
- Two Twisted (2006) – episodi "A Date with Doctor D"
- K-9 (2009) – episodi "Alien Avatar"

## Premis
El 2014, Everett DeRoche va ser guardonat pòstumament amb el premi Dorothy Crawford per la seva contribució excepcional a la professió. Durant la seva carrera també va rebre nominacions a dos AFI Awards; un per al Millor guió adaptat per Razorback i un per al Millor guió original per Patrick. A nivell internacional, però, va obtenir el Premi al millor guió al XIII Festival Internacional de Cinema Fantàstic i de Terror per Harlequin.